# Chloronia absona
Chloronia absona là một loài côn trùng trong họ Corydalidae thuộc bộ Megaloptera. Loài này được Flint miêu tả năm 1992.